# Ка ди Бис (Комо)
Ка ди Бис је насеље у Италији у округу Комо, региону Ломбардија.
Према процени из 2011. у насељу је живело 14 становника. Насеље се налази на надморској висини од 332 м.